# Valière
Die Valière ist ein Fluss in Frankreich, der in den Regionen Pays de la Loire und Bretagne verläuft. Sie entspringt am westlichen Ortrand von Saint-Pierre-la-Cour, entwässert generell in westlicher Richtung und mündet nach rund 28 Kilometern südwestlich von Vitré, an der Gemeindegrenze von Saint-Aubin-des-Landes und Pocé-les-Bois, als linker Nebenfluss in die Vilaine. Auf seinem Weg durchquert der Céans die Départements Mayenne und Ille-et-Vilaine.

## Orte am Fluss
(Reihenfolge in Fließrichtung)
- Saint-Pierre-la-Cour
- Bréal-sous-Vitré
- Erbrée